# Loweria
Loweria is een geslacht van vlinders van de familie spanners (Geometridae), uit de onderfamilie Ennominae.

## Soorten
- L. callisarca Lower, 1903
- L. capnosticta Turner, 1919
- L. eurypsamma Lower, 1915
- L. haplochroa Lower, 1915
- L. heteropa Lower, 1901
- L. melancroca Turner, 1919
- L. philocosma Lower, 1915
- L. platydesma Lower, 1901
- L. stenoscia Lower, 1915
- L. tephrochroa Lower, 1903